# 보우소나루주의

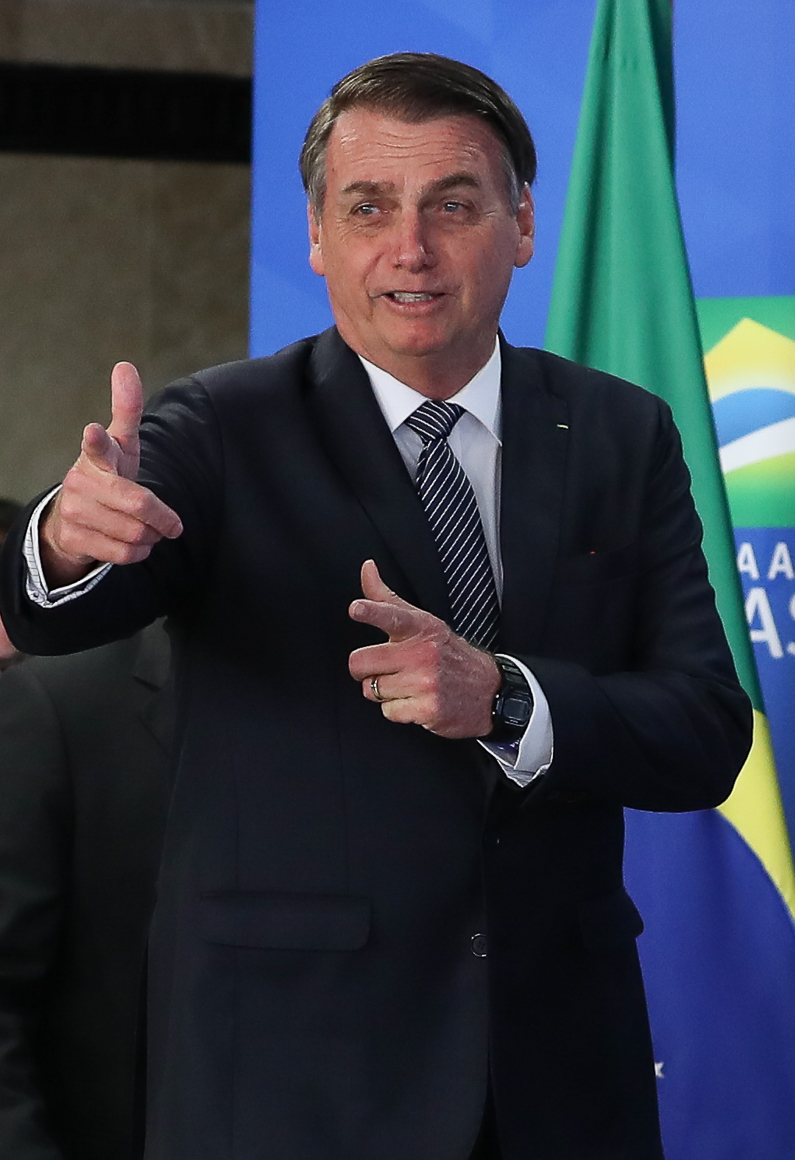
총기 흉내를 내는 자이르 보우소나루

보우소나루주의(브라질 포르투갈어: Bolsonarismo)는 자이르 보우소나루 브라질 대통령의 인기가 높아짐에 따라 그를 대통령으로 선출한 2018년 브라질 대통령 선거 캠페인 기간 동안 벌어진 극우 정치 현상이다.